# Christoph Schindler (Handballspieler)
Christoph Schindler (* 11. August 1983 in Elsterwerda) ist ein deutscher Handballfunktionär und ehemaliger -spieler. Er spielte zuletzt für den VfL Gummersbach in der Handball-Bundesliga, der höchsten deutschen Spielklasse. 

## Karriere

### Als Spieler
Schindler begann  mit dem Handballspielen in der Jugend des HC Bad Liebenwerda und wechselte 2001 zum Nord-Zweitligisten USV Cottbus. Von 2003 bis 2006 spielte er beim TSV Altenholz, der ebenfalls in der 2. Bundesliga Nord spielte.  
Zwischen 2004 und 2006 hatte er ein Zweitspielrecht für den THW Kiel, das 33-mal genutzt wurde. Mit dem THW gewann er zwei Deutsche Meisterschaften. Im Jahr 2006 wechselte Schindler für neun Spiele zur HBW Balingen-Weilstetten und ging im November desselben Jahres zum damaligen Süd-Zweitligisten TSV Bayer Dormagen, mit dem er in der Saison 2007/08 aufstieg. In seiner ersten vollständigen Bundesligasaison warf er bei 33 Einsätzen 124 Tore. Im Februar 2010 ging Schindler kurzfristig zum VfL Gummersbach.
Im Dezember 2010 berief ihn Bundestrainer Heiner Brand als einzigen Neuling in den erweiterten Kader der Nationalmannschaft für die Weltmeisterschaft 2011 in Schweden.

### Als Funktionär
Nach seiner aktiven Spielerlaufbahn übernahm er im Juli 2017 den Posten des Sportdirektors bei seinem letzten Verein VfL Gummersbach in der Bundesliga.

## Erstligabilanz
| Saison    | Verein                   | Spielklasse | Spiele | Tore | 7-Meter | Feldtore |
| --------- | ------------------------ | ----------- | ------ | ---- | ------- | -------- |
| 2004/05   | THW Kiel                 | Bundesliga  | 17     | 2    | 1       | 1        |
| 2005/06   | THW Kiel                 | Bundesliga  | 8      | 0    | 0       | 0        |
| 2006/07   | HBW Balingen-Weilstetten | Bundesliga  | 9      | 16   | 0       | 16       |
| 2008/09   | TSV Dormagen             | Bundesliga  | 33     | 124  | 0       | 124      |
| 2009/10   | TSV Dormagen             | Bundesliga  | 18     | 105  | 0       | 105      |
| 2009/10   | VfL Gummersbach          | Bundesliga  | 16     | 36   | 0       | 36       |
| 2010/11   | VfL Gummersbach          | Bundesliga  | 30     | 85   | 0       | 85       |
| 2011/12   | VfL Gummersbach          | Bundesliga  | 30     | 58   | 0       | 58       |
| 2012/13   | VfL Gummersbach          | Bundesliga  | 24     | 70   | 0       | 70       |
| 2013/14   | VfL Gummersbach          | Bundesliga  | 25     | 76   | 0       | 76       |
| 2004–2014 | gesamt                   | Bundesliga  | 210    | 572  | 1       | 571      |

## Sportliche Erfolge
- THW Kiel
  - Deutscher Meister 2005, 2006
  - DHB-Supercup-Gewinner 2005
- TSV Dormagen
  - Aufstieg in die 1. Bundesliga 2008
- VfL Gummersbach
  - Europapokalsieger der Pokalsieger 2010, 2011